# Leo Sterckx
Leo Sterckx (Hulshout, 16 juli 1936 – aldaar, 4 maart 2023) was een Belgisch baanwielrenner. Hij nam eenmaal deel aan de Olympische Spelen en veroverde daarbij een zilveren medaille.

## Carrière
Sterckx werd tweemaal nationaal kampioen in de sprint op de baan bij de amateurs en eenmaal bij de beroepsrenners. Hij won op de Olympische Spelen in 1960 een zilveren medaille op de 1000m sprint.
Leo Sterckx overleed op 4 maart 2023 op 86-jarige leeftijd.

## Erelijst

### Baan
| Jaar           | BK       | EK       | WK       | Overige                                                                                    |
| Amateurs       | Amateurs | Amateurs | Amateurs | Amateurs                                                                                   |
| -------------- | -------- | -------- | -------- | ------------------------------------------------------------------------------------------ |
| 1959           | Sprint   |          |          |                                                                                            |
| 1960           | Sprint   |          | Sprint   | Champion of Champions (sprint) · Grand Prix de Paris (sprint) · Olympische Spelen (sprint) |
| Beroepsrenners |          |          |          |                                                                                            |
| 1961           | Sprint   |          |          |                                                                                            |
| 1962           |          |          |          | GP du Roi (sprint)                                                                         |
| 1963           | Sprint   |          |          | DBC's Grand Prix (sprint) · GP du Roi (sprint)                                             |
| 1964           | Sprint   |          |          |                                                                                            |
| 1965           | Sprint   |          |          |                                                                                            |

### Zesdaagsen
| Jaar | Zesdaagse    | Partner     | Resultaat |
| ---- | ------------ | ----------- | --------- |
| 1963 | Buenos Aires | Willi Altig | Brons     |

Wielerploegen van Leo Sterckx
Bosmans ·
Covens ·
De Boever ·
De Breucker ·
Decabooter ·
De Muynck ·
De Wilde ·
De Wolf ·
Deferm ·
Demaer ·
Demunster ·
Haelterman ·
Haleydt ·
Ivens ·
Janssens ·
Joosen ·
Lelangue · 
Lykke ·
Proost ·
Scherens ·
Schreel ·
Scrayen ·
Seneca ·
Severeyns ·
Seynaeve ·
Sterckx ·
Stevens ·
Storms ·
Van Aerde ·
Van Coningsloo (vanaf 28/03) ·
Van Damme ·
Van De Kerckhove · 
Van Den Bossche ·
Van Steenbergen ·
Vanderbist ·
Wouters